# Kelechi Iheanacho (ur. 1981)
Kelechi Zeal Iheanacho (ur. 12 lipca 1981 w Abie) – nigeryjski piłkarz, grający na pozycji napastnika.
Grał w klubach: Enyimba FC (Nigeria), Julius Berger FC (Nigeria), Wisła Kraków, Wawel Kraków, Orlen Płock, Stomil Olsztyn, Wisła II Kraków, Drwęca Nowe Miasto Lubawskie, Widzew Łódź, Vasas SC, KSZO Ostrowiec Świętokrzyski, Sokół Aleksandrów Łódzki i Elana Toruń. Jako piłkarz Drwęcy w rundzie jesiennej sezonu 2005/2006 w II lidze w 17 meczach strzelił 7 goli będąc tam najlepszym strzelcem drużyny. 25 października 2008 w meczu KSZO ze Startem Otwock zdobył cztery bramki, co jest jego najlepszym osiągnięciem w karierze. W polskiej ekstraklasie rozegrał 23 mecze i strzelił 1 gola.
Iheanacho pamiętany jest głównie jako najlepszy zawodnik meczu pierwszej rundy Pucharu UEFA pomiędzy krakowską Wisłą a Realem Saragossa, który to mecz miał miejsce 28 września 2000 roku. Pierwszy mecz krakowianie przegrali 1:4, a w rewanżu do 45 minuty było 0:1 dla Hiszpanów. Tuż po przerwie Iheanacho wyrównał, a następnie głównie dzięki jego dobrej grze i dwóm bramkom Tomasza Frankowskiego, Wiśle udało się odrobić straty i doprowadzić do dogrywki. Zespół z Krakowa awansował wówczas po rzutach karnych.
Obecnie Iheanacho trenuje dzieci w Polskiej Szkole Futbolu na warszawskim Zaciszu.

## Sukcesy

### Wisła Kraków
- Mistrzostwo Polski (3): 2001, 2004, 2005
- Puchar Ligi Polskiej (1): 2001